# Salman Rushdie
Sir Ahmed Salman Rushdie (kiejtése /sʌlˈmɑːn ˈrʊʃdi/, megközelítőleg [szalmán rusdi]; Bombay, 1947. június 19. –) indiai származású brit író.

## Családi háttere és ifjúkora
Indiában, Bombayben született, egy sikeres muszlim üzletember fiaként. Tanulmányait szülővárosában, majd az angliai Rugbyban és Cambridge-ben, a King’s College-ban végezte, ahol történelemből szerzett diplomát 1968-ban. Tanulmányainak elvégzése után családjával Pakisztánban élt, majd visszatért Angliába, és egy reklámügynökség szövegírójaként dolgozott.

## Magánélete
Rushdie ötször nősült. Először Clarissa Luard irodalmi ügynökkel volt házas 1976–1987 között. Később Marianne Wiggins íróval és Elizabeth West könyvszerkesztővel. Két fia született 1979-ben és 1997-ben. 2004 és 2007 között Padma Lakshmi televíziós műsorvezető és divatmodell férje volt. 2021-ben feleségül vette Rachel Eliza Griffiths amerikai költőt és regényírót.
New Yorkban él, ahol gyakran vesz részt nyilvános eseményeken, és aktív a közösségi médiákban, többek közt a Twitteren.

## Munkássága

### Első művei
Írói karrierje az 1975-ben kiadott Grímusz című regénnyel kezdődött. Következő regénye, az 1981-ben megjelent Az éjfél gyermekei nemzetközi ismertséget szerzett Rushdie-nak, és számos elismerés mellett elnyerte a Man Booker-díjat, sőt 1993-ban a legjobbnak választották a díj első 25 évének nyertesei közül. 1983-ban egy rövid regénye, a Szégyen jelent meg, melyben a pakisztáni politikai zűrzavart ábrázolja. A könyv elnyerte a Prix du Meilleur Livre Etranger díjat.

### A sátáni versekkörüli vita
A sátáni versek című regényét 1988 nyarán adták ki, és azonnal felháborodást váltott ki az iszlám világban Mohamed próféta „tiszteletlen” ábrázolása miatt. Nagy-britanniai muszlim vezetők istenkáromlónak nevezték a könyvet, majd Indiában és Pakisztánban a könyv elleni tüntetések törtek ki.
1989. február 14-én Homeini ajatollah, Irán vezetője fatvával kiközösítést hirdetett Rushdie ellen istenkáromlás miatt. Ezenkívül Homeini „hitehagyottnak” bélyegezte Rushdie-t, mivel a regényéből azt szűrte le, hogy nem hisz többé az iszlám vallásban. Homeini minden hívő muszlimot felszólított Rushdie kivégzésére és a regény kiadóinak kivégzésére is. Február 24-én hárommillió dollár vérdíjat tűzött ki[forrás?] az akkor már britek által finanszírozott rejtekhelyen élő író fejére.
A berkeley-i Kaliforniai Egyetem könyvesboltjait, amelyek a regényt árulták, bombatámadás érte. A muszlim közösségek világszerte nagygyűléseket tartottak és könyveket égettek. Rushdie japán fordítóját, Igarasi Hitosit Tokióban halálra késelték, olasz fordítóját, Ettore Capriolót pedig megverték és megszúrták Milánóban. A norvég kiadó, William Nygaard súlyosan megsebesült, amikor oslói háza előtt meglőtték. A törökországi Sivas egyik hoteljét felgyújtották, mert a török fordító, Aziz Nesin épp ott szállt meg. A támadásban 37 személy lelte halálát.
Az ügy nyomán híres emberek léptek fel az iszlám védelmében, akik nem akarták elítélni a fatva hagyományát. Yusuf Islam (Cat Stevens) például 1989-ben egy brit tévéműsorban kifejtette, hogy ő nincs a halálbüntetés ellen. Azt mondta, hogy ahelyett, hogy a tüntetéseken az író képét égetik el, jobb lenne, ha ez ténylegesen megtörténne, és hogy szívesen felhívná Homeini ajatollahot, hogy elmondja neki, pontosan hol ez az ember. (Később némileg visszakozott, mert a közönség kedvezőtlenül fogadta a nyilatkozatot, és lemezeladásai erősen visszaestek.)

## 2022-es gyilkossági kísérlet
2022. augusztus 12-én Rushdie egy amerikai irodalmi fesztiválon vett részt New York államban, a Chautauqua Intézetben, amikor egy bizonyos Hadi Matar nevű férfi késsel megtámadta, és legalább tíz-tizenötször megszúrta. Az írót mentőhelikopter vitte kórházba, a merénylőt pedig még a helyszínen elfogták. A támadás oka akkor még nem volt pontosan ismert.
Az írót lélegeztetőgépen tartották, aki a szúrások következtében máj-, ideg- és szemsérüléseket is szenvedett. Súlyos sérülései ellenére orvosai szerint jó esélyei vannak Rushdie-nak a felépülésre. Az író állapota két nappal a támadás után már olyannyira javult, hogy levették a lélegeztetőgépről, és képes volt beszélni is.
A támadó, Matar ellen (aki Rushdie beszélgetőpartnerét is megszúrta) gyilkossági kísérletért emeltek vádat, viszont a férfi ártatlannak vallotta magát. Az első vizsgálatok szerint Matar a síita iráni szélsőségesek szimpatizánsa, ami akár motivációja is lehetett a merényletnek.
Ügynöke, Andrew Wylie az El País angol nyelvű kiadásának október 22-i interjújában azt közölte, hogy Rushdie a merénylet következtében elvesztette a fél szemét, és a karjában átvágott idegek miatt az egyik kezét sem tudja használni.
A támadót, aki ártatlannak vallotta magát letartóztatták, 2025 májusában végül 25 év börtönre ítélték.
Rushdie a támadásról a 2024-es Kés című könyvében értekezik, amelyben az eset körülményeiről ír a maga szempontjából.

## Művei
| Eredeti cím                                                  | Magyar nyelven                                                                                      |
| ------------------------------------------------------------ | --------------------------------------------------------------------------------------------------- |
| Grimus (1975)                                                | Grímusz; ford. Greskovits Endre; Ulpius-ház, Bp., 2002 (Ulpius klasszikusok)                        |
| Midnight’s Children (1980)                                   | Az éjfél gyermekei; ford. Falvay Mihály, utószó Barkóczi András; Európa, Bp., 1987                  |
| Shame (1983)                                                 | Szégyen; ford. Falvay Mihály; Európa, Bp., 1989                                                     |
| The Jaguar Smile: A Nicaraguan Journey (1987)                | |
| The Satanic Verses (1989)                                    | Sátáni versek; Konzorcium, Bp., 2004 A sátáni versek; ford. Greskovits Endre; Ulpius-ház, Bp., 2014 |
| Haroun and the Sea of Stories (1990)                         | Hárún és a Mesék Tengere; ford. Falvay Mihály; Európa, Bp., 1992                                    |
| Imaginary Homelands: Essays and Criticism 1981–1991 (1992)   | |
| East, West (1994)                                            | Kelet, Nyugat; ford. Falvay Mihály, Greskovits Endre; Európa, Bp., 1996                             |
| The Moor’s Last Sigh (1995)                                  | A mór utolsó sóhaja; ford. Greskovits Endre; Európa, Bp., 1997                                      |
| The Ground Beneath Her Feet (1999)                           | Talpa alatt a föld; ford. Greskovits Endre; Európa, Bp., 1999                                       |
| Fury (2001)                                                  | Fúriadüh; ford. Greskovits Endre; Ulpius-ház, Bp., 2003 (Ulpius klasszikusok)                       |
| Step Across This Line: Collected Nonfiction 1992–2002 (2002) | |
| The East is Blue (2004)                                      | |
| Shalimar the Clown (2005)                                    | Sálímár bohóc; ford. Greskovits Endre; Ulpius-ház, Bp., 2007                                        |
| The Enchantress of Florence (2008)                           | A firenzei varázslónő; ford. Greskovits Endre; Ulpius-ház, Bp., 2008                                |
| Luka and the Fire of Life (2010)                             | Luka és az élet tüze; ford. Greskovits Endre; Ulpius-ház, Bp., 2013                                 |
| Joseph Anton (2012)                                          | Joseph Anton. Memoár; ford. Greskovits Endre; Ulpius-ház, Bp., 2012                                 |
| Two Years Eight Months and Twenty-Eight Nights 2015          | Két év, nyolc hónap, huszonnyolc éjszaka; ford. Greskovits Endre; Helikon, Bp., 2015                |
| The Golden House (2017)                                      | A Golden-ház; ford. Greskovits Endre; Helikon, Bp., 2018                                            |
| Quichotte (2019)                                             | Quichotte; ford. Greskovits Endre; Helikon, Bp., 2020                                               |
| Victory City (2023)                                          | Diadalváros; ford. Greskovits Endre; Helikon, Bp., 2024                                             |
| Knife: Meditations After an Attempted Murder (2024)          | Kés. Elmélkedések egy gyilkossági kísérlet után; ford. Greskovits Endre; Helikon, Bp., 2024         |

## Filmek
- 1992 – Peter’s Friends (Szilveszteri durranások): archív felvételen
- 2001 – Bridget Jones naplója: vendégszereplő
- 2007 – Then She Found Me (Amikor minden változik): színész